# Arnedillo

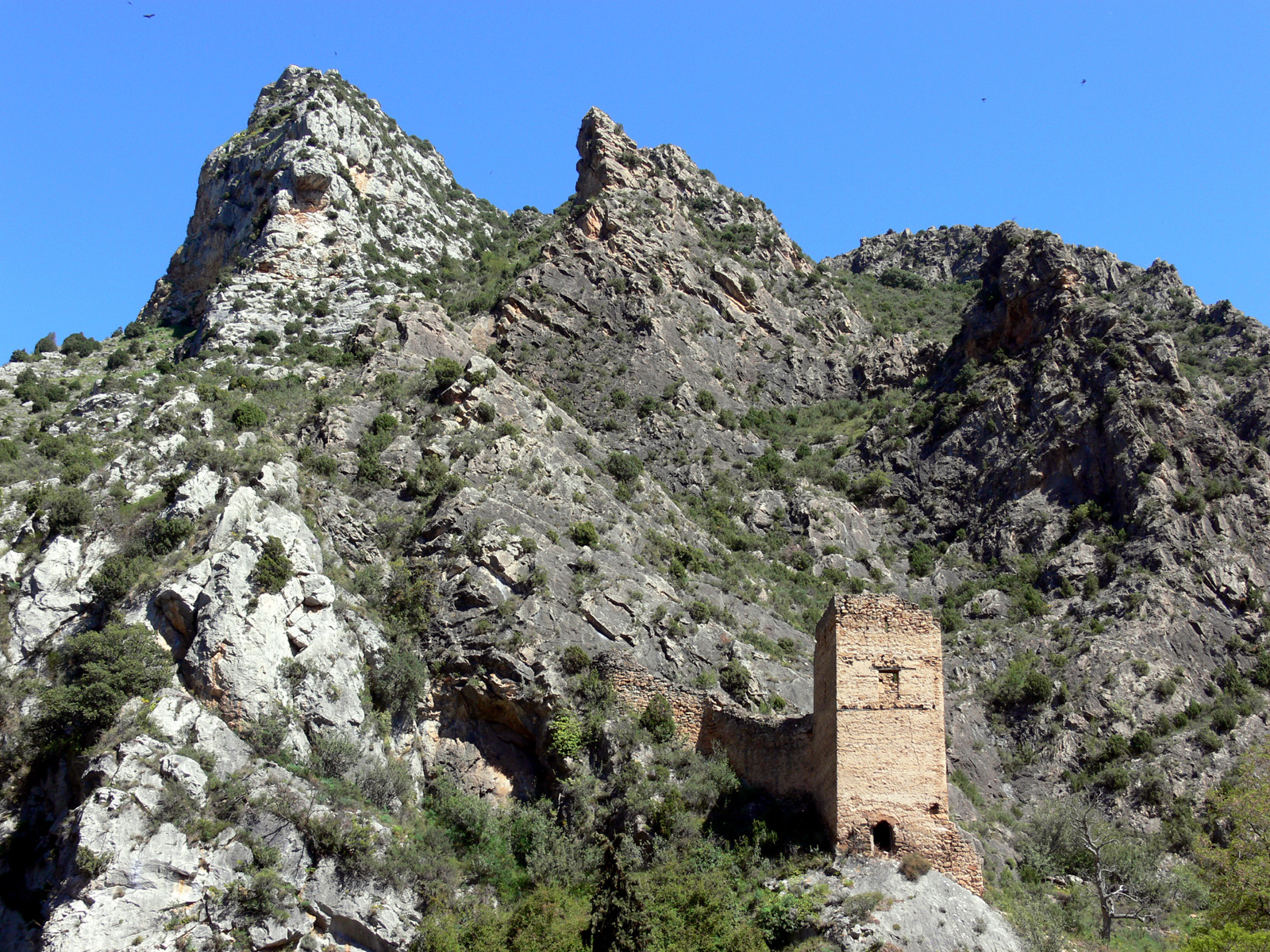
Arnedillo – Castillo

Arnedillo ist ein Ort und eine aus dem Hauptort und dem Weiler (pedanía) Santa Eulalia Somera bestehende nordspanische Gemeinde (municipio) mit 428 Einwohnern (Stand: 2024) im Süden der Autonomen Gemeinschaft La Rioja.

## Lage und Klima
Der Ort Arnedillo liegt auf dem Nordufer des Río Cidacos ca. 30 km (Fahrtstrecke) südwestlich von Calahorra in einer Höhe von ca. 655 m; die Provinzhauptstadt Logroño ist ca. 61 km in nordwestlicher Richtung entfernt. Das Klima ist gemäßigt bis warm; Regen (ca. 525 mm/Jahr) fällt übers Jahr verteilt.

## Bevölkerungsentwicklung
| Jahr      | 1857 | 1900  | 1950 | 2000 | 2017 |
| Einwohner | 889  | 1.221 | 997  | 439  | 451  |

Infolge der Landflucht als Folge der Mechanisierung der Landwirtschaft ist die Zahl der Einwohner seit Beginn des 20. Jahrhunderts deutlich gesunken.

## Wirtschaft
Umland und Ort waren und sind in hohem Maße landwirtschaftlich geprägt. Dank einer Thermalquelle spielt bereits seit dem ausgehenden 19. Jahrhundert auch der Kur- und Badetourismus eine nicht unbedeutende Rolle im Wirtschaftsleben der Gemeinde.

## Geschichte
Das Gebiet entlang des Río Cidacos wurde schon in prähistorischer und keltiberischer Zeit von Menschen aufgesucht; in römischer Zeit führte eine von Calahorra (Calagurris Julia) ausgehende Straße entlang des Flusses ins Hinterland und berührte auch Arnietello. Im 8. Jahrhundert drangen arabisch-maurische Heere bis in die Region vor; sie wurden im 10. Jahrhundert weitestgehend Richtung Süden abgedrängt. Im Jahr 1170 übergab der kastilische König Alfons VIII. den Ort und seine Burg an die Kathedrale von Calahorra; im Jahr 1252 gab es einen Aufstand der Bürger gegen den Grundherrn (señor).

## Sehenswürdigkeiten
- Die Ruine der mittelalterlichen Burg erhebt sich auf einem Felsen über dem Ort.[4]
- Die dreischiffige Hallenkirche San Servando y San Germán ist den Heiligengefährten Servandus und Germanus geweiht. Sie entstammt dem 16. Jahrhundert; ihr heutiger Zustand entspricht in Teilen dem einer Umbaumaßnahme des 18. Jahrhunderts. Besonders sehenswert ist der Hauptaltar aus dem Jahr 1560.[5]

Umgebung
- In der Umgebung des Ortes stehen mehrere Einsiedlerkirchen (ermitas), darunter Santa María de Peñalba, San Tirso, Virgen de la Torre und San Andrés.[6]
- Im Weiler Santa Eulalia Somera steht noch eine Kirche des 16./17. Jahrhunderts.
- Der Weiler Antoñanzas wurde um die Mitte des 20. Jahrhunderts aufgegeben; einige Bruchsteinhäuser stehen noch.